# Soest (Holandia)
Soest – miasto i gmina w środkowej Holandii. W 2015 r. miasto na powierzchni 46,43 km² zamieszkiwało 45 376 osób. Stanowi ośrodek przemysłu metalowego, papierniczego, skórzanego oraz ceramicznego.

## Miejscowości współtworzące gminę
- Boerenstreek
- De Eng Soest Midden
- Soestdijk
- Klaarwater
- Overhees
- Smitsveen
- Soestduinen
- Soesterberg
- Soest-Zuid